# Alexandr Olimpijewitsch Buchanowski
Alexander Olimpijewitsch Buchanowski (russisch Алекса́ндр Оли́мпиевич Бухано́вский, wissenschaftliche Transliteration Alexander Olimpievič Buchanovskij) (geb. 22. Februar 1944, Grosny, Tschetscheno-Inguschetien, Sowjetunion, gest. 17. April 2013, Rostow am Don, Oblast Rostow, Russland) war ein sowjetischer und russischer Profiler und Professor für Psychiatrie und Narkologie an der Staatlichen Medizinischen Universität Rostow. Buchanowski war besonders für seine psychoanalytische Arbeit von Serienmördern bekannt und war als Profiler während der Suche nach Andrei Romanowitsch Tschikatilo, einem der grausamsten Serienmörder Sowjetrusslands, tätig. 
Buchanowski war zudem Mitglied der American Psychiatric Association.

## Biografie
Alexander Buchanowski wurde am 22. Februar 1944 in der Stadt Grosny, in die Familie des US-Bürgers jüdischer Herkunft Joseph Strassberg und der Zahnärztin armenischer Herkunft Evelina Aramowna Sarkisjants geboren. Sarkisjant ließ sich von Strassberg scheiden und heiratete darauffolgend Olimpij Maksimowitsch Buchanowski (geb. 1928), Alexander nahm daraufhin sein Patronym an. Nach sieben Jahren Schulzeit trat Alexander Buchanowski in die tschetschenisch-inguschische Republikanische Medizinische Fakultät ein, die er mit Auszeichnung abschloss. 1968 schloss er sein Studium an der Staatlichen Medizinischen Universität Rostow ebenfalls mit Auszeichnung ab.
1968–1970 diente er nach seiner Einberufung als Arzt in der Rotbanner-Nordflotte bei Seweromorsk. 1994 promovierte er mit einer Arbeit über Transsexualität und erlangte den akademischen Grad Doktor der Medizin.
Nachdem er in seinen letzten Lebensjahren an Herzproblemen gelitten hatte, verstarb er in der Nacht des 17. April 2013.

## Berufliche Tätigkeit
Buchanowski war besonders als Experte für die Psychoanalyse von Serienmördern bekannt. Alexander Buchanowski erstellte während der kriminalpolizeilichen Untersuchungen auf Anfrage der Einsatzgruppen psychologische Profile der Täter, welche oftmals zur Verhaftung führten, so auch im Falle des Serientäters Andrej Tschikatilo. Die Leitung der Untersuchung wandte sich auch nach Tschikatilos Festnahme an Buchanowski. Damals wurde der Kriminelle zehn Tage lang verhört, doch er gestand nichts. Nach einem Gespräch mit Buchanowski sprach Tschikatilo jedoch über die Morde, die er begangen hatte, und konnte aufgrund des Geständnisses verurteilt werden. Damit erschuf er das psychologische Porträt eines Serienmörders, welches auch heute noch sowohl von Kriminologen als auch von Psychiatern auf der ganzen Welt verwendet wird.
Buchanowski war zudem als verlässlicher Organisator und Wissenschaftler auch international bekannt.
Im Jahr 2003 gründete Buchanowski eine neue Abteilung an der Staatlichen Medizinischen Universität Rostow – die Abteilung für Psychiatrie mit den Studiengängen Medizinische Psychologie und Psychotherapie. Während seiner zweijährigen Leitung dieser Abteilung festigte sie nicht nur ihre Autorität an der Universität, sondern zählte auch landesweit zu den besten ihrer Art, zudem wurde eine Reihe von internationalen wissenschaftlichen Fachforen im Rahmen seiner Arbeit an der Staatlichen Medizinischen Universität Rostow durchgeführt, Buchanowski fungierte hierbei als Leiter. Beispiele einiger Fachkonferenzen sind zum Beispiel: „Serienmorde und soziale Aggression“, welche in den Jahren 1994, 1998 sowie 2001 abgehalten wurden; internationale wissenschaftliche und praktische Konferenzen zur Psychiatrie 1999, 2004, 2008, 2010, 2012.
Buchanowski veröffentlichte mehr als 400 Fachbeiträge, davon mehr als hundert auch international, und schrieb sechs Monographien und zehn Lehrbücher, darunter ein russisches Standardwerk der Psychopathologie.

## Privates und Familie
- Ehefrau – Inna Borisovna Buchanowskaja, Ökonomin.
  - Tochter – Olga Aleksandrowna Buchanowskaja (geb. 1969) – Psychiaterin, Chefärztin des medizinischen Zentrums Феникс (Fenix).[5]